# لياباديس (كيركيرا)
لياباديس (Λιαπάδες) هي مدينة في كيركيرا في مقاطعة كينتريكي إلادا في اليونان.